# Ellsworth Bunker
Ellsworth F. Bunker (Yonkers, 11 de mayo de 1894-Brattleboro, 27 de septiembre de 1984) fue un empresario y diplomático estadounidense, que se desempeñó como embajador de Estados Unidos en Argentina, Italia, India, Nepal, la Organización de Estados Americanos y Vietnam del Sur.

## Biografía

### Primeros años y educación
Nacido en Yonkers (Estado de Nueva York), era el mayor de tres hijos de George Raymond Bunker y Jeanie Polhemus (de soltera Cobb), cuya familia descendía de colonos neerlandeses. Estudió derecho en la Universidad de Yale, graduándose en 1916. Durante la Segunda Guerra Mundial, se desempeñó como presidente del comité asesor de azúcar de caña de la Junta de Producción de Guerra.

### Carrera
Trabajó por primera vez en la empresa de su padre, National Sugar Refining Company, tiempo después se convirtió en presidente de la empresa, en 1942. Se retiró como ejecutivo activo en 1951. Siguió siendo miembro de la junta de la empresa hasta 1966.
Se incorporó al gobierno durante la administración de Harry S. Truman, cuando el presidente lo nombró embajador en Argentina en abril de 1951. Luego fue designado embajador en Italia en febrero de 1952. Desde noviembre de 1953 hasta noviembre de 1956 fue presidente de la Cruz Roja Americana. En noviembre de 1956, fue nombrado embajador en India y Nepal por Dwight D. Eisenhower. Durante 1962 actuó como mediador de Estados Unidos en el Acuerdo de Nueva York sobre Nueva Guinea Occidental.
Después de un período en Washington D. C., fue nombrado embajador de Estados Unidos ante la Organización de Estados Americanos, desempeñando el cargo entre 1964 y 1966. El presidente Lyndon B. Johnson lo nombró embajador de Estados Unidos en Vietnam del Sur, desempeñando el cargo de 1967 a 1973. Una vez en Saigón, apoyó los esfuerzos bélicos de los presidentes Johnson y Richard Nixon, y las incursiones estadounidenses en Laos y Camboya. Tras la conclusión de la guerra de Vietnam, encabezó el equipo estadounidense involucrado en la redacción de los Tratados Torrijos-Carter de 1977.
Fue galardonado con la Medalla Presidencial de la Libertad con distinción dos veces: la primera por John F. Kennedy en 1963 y la segunda por Lyndon B. Johnson en 1967.